# 奥利维娅·霍夫曼
奥利维娅·霍夫曼（德語：Olivia Hofmann，1992年8月8日—），奥地利女子射击运动员，2018年世界射击锦标赛女子300米步枪三姿团体银牌得主、2022年世界射击锦标赛女子300米步枪卧射和混合团体300米步枪三姿铜牌得主。